# Ferdinand I. Ferrante
Ferdinand I. Ferrante (2. června 1423 – 25. ledna 1494) byl od roku 1458 neapolský král.
Jediný syn, i když nemanželský, Alfonse Velikého, byl jedním z nejvlivnějších a nejobávanějších panovníků tehdejší Evropy a významnou postavou italské renesance. Za třicet let své vlády přinesl Neapoli mír a prosperitu.

## Život

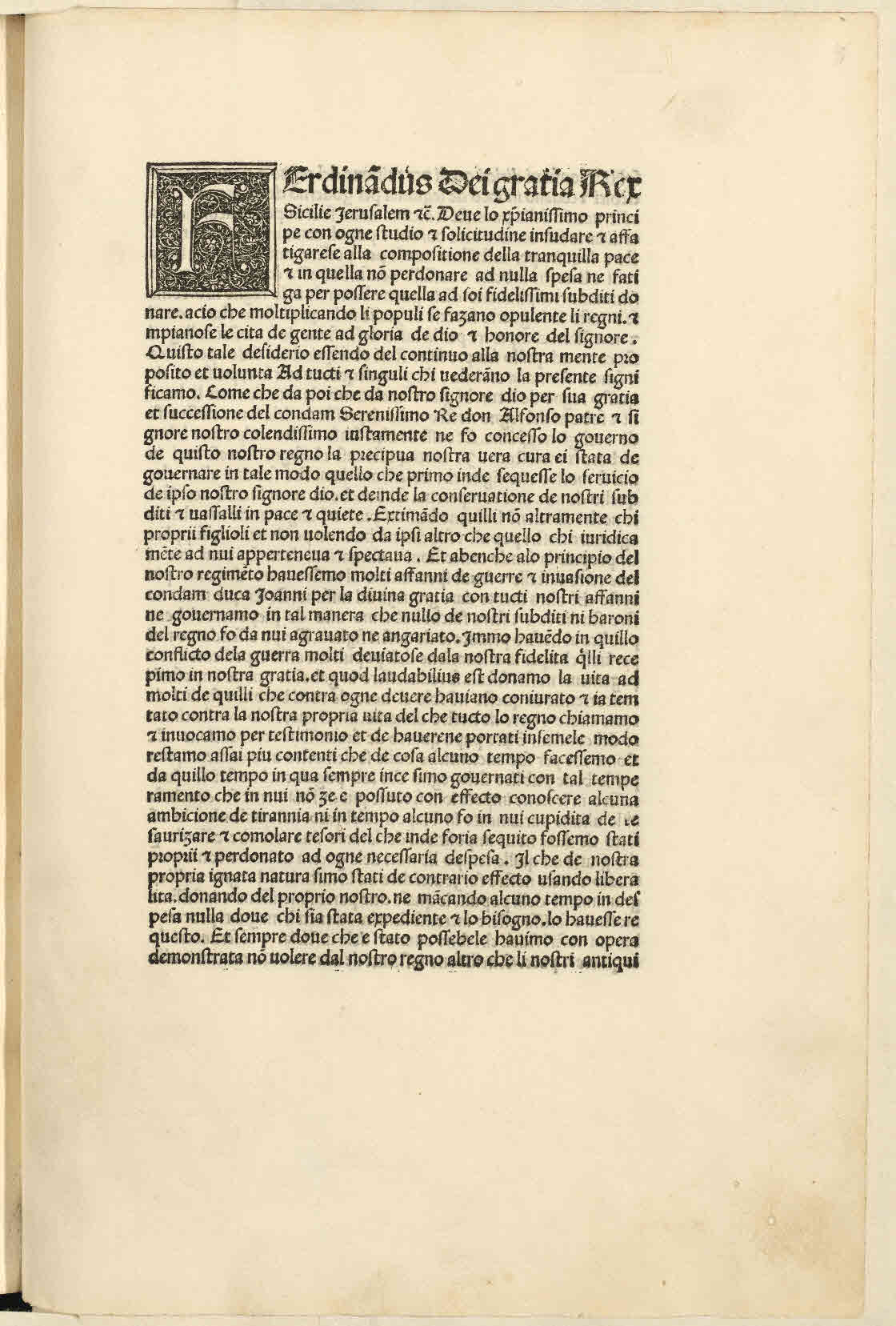
Esortazione di insorgere contro i baroni ribelli, 1486

Aby mu zajistil dobrou budoucnost, vybral Alfonso V. svému synovi Ferdinandovi za manželku Isabellu z Chiaromonte, tarantskou kněžnu, která byla dědičkou rozsáhlých majetků a pozemků v jižní Itálii.

## Potomci

### SIsabellou z Chiaromonte (1424–1465)
- Alfonso II. Neapolský (4. listopadu 1448 – 18. prosince 1495), vévoda z Kalábrie, v letech 1494–1495 neapolský král, ⚭ 1465 Ippolita Maria Sforzová (18. dubna 1446 – 20. srpna 1484)
- Leonora Neapolská (22. června 1450 – 11. října 1493)
⚭ Sforza Maria Sforza, vévoda z Bari
⚭ 1473 Herkules I. Estenský (26. října 1431 – 15. června 1505), markrabě ferrarský, vévoda modenský a reggiánský
- Frederik IV. Neapolský (19. dubna 1452 – 9. listopadu 1504), v letech 1496–1501 neapolský král
⚭ 1478 Anna Savojská (1455–1480)
⚭ 1487 Isabella del Balzo (1465–1533)
- Giovanni z Neapole (25. června 1456 – 17. října 1485). Později arcibiskup tarantský (a/nebo „Strigonský“ — pravděpodobně v maďarské Ostřihomi) a poté kardinál
- Beatrix Neapolská (14. září nebo 16. listopadu 1457 – 23. září 1508)
⚭ 1476 Matyáš Korvín (23. února 1443 – 6. dubna 1490), uherský a chorvatský král, český spolukrál, moravský markrabě
⚭ 1490 Vladislav Jagellonský (1. března 1456 – 13. března 1516), český, uherský a chorvatský král
- Francesco z Neapole, vévoda ze Sant Angela (16. prosince 1461 – 26. října 1486)

### SJohanou Aragonskou (1454–1517)
- Johana (1478–1518) ~ 1496 neapolský král Ferdinand II.
- Karel (1480–1486)